# Artéria lacrimal
A artéria lacrimal é um ramo da artéria oftálmica.